# Marcel Sabitzer
Marcel Sabitzer (Wels, 17 marzo 1994) è un calciatore austriaco, centrocampista del Borussia Dortmund e della nazionale austriaca.

## Biografia
Figlio dell'ex-calciatore della nazionale austriaca Herfried Sabitzer, è legato a Katja Kühne, vincitrice del programma televisivo Der Bachelor nel 2014, dalla quale nel 2019 ha avuto una figlia. I due sono convolati a nozze nel gennaio 2020. Anche suo cugino Thomas Sabitzer è un calciatore.

## Caratteristiche tecniche
Di ruolo centrocampista, è un tuttocampista la cui duttilità e sensibilità tattica gli consentono di giocare da mezzala, trequartista, centrale ed esterno di centrocampo, oltre che da ala destra, falso 9 e seconda punta. Abile nel fornire assist e nei contrasti, è abile nel palleggio e pericoloso sia su punizione che nei tiri dalla distanza, oltre a fungere da equilibratore e collante tra i reparti.
Dotato di buona visione di gioco, dinamismo e tecnica individuale, ha un ottimo controllo palla ed è bravo a effettuare passaggi tra le linee. Bravo in progressione, nonostante la statura non elevata (177 cm) è abile nel gioco aereo in quanto dispone di buon tempismo nello stacco ed elevazione. Sa anche farsi valere nei contrasti e in fase di recupero palla, oltre a scendere in campo sempre con furore agonistico. Si distingue anche per la professionalità e la personalità che gli consentono di essere un leader.

## Carriera

### Club

#### Inizi in Austria

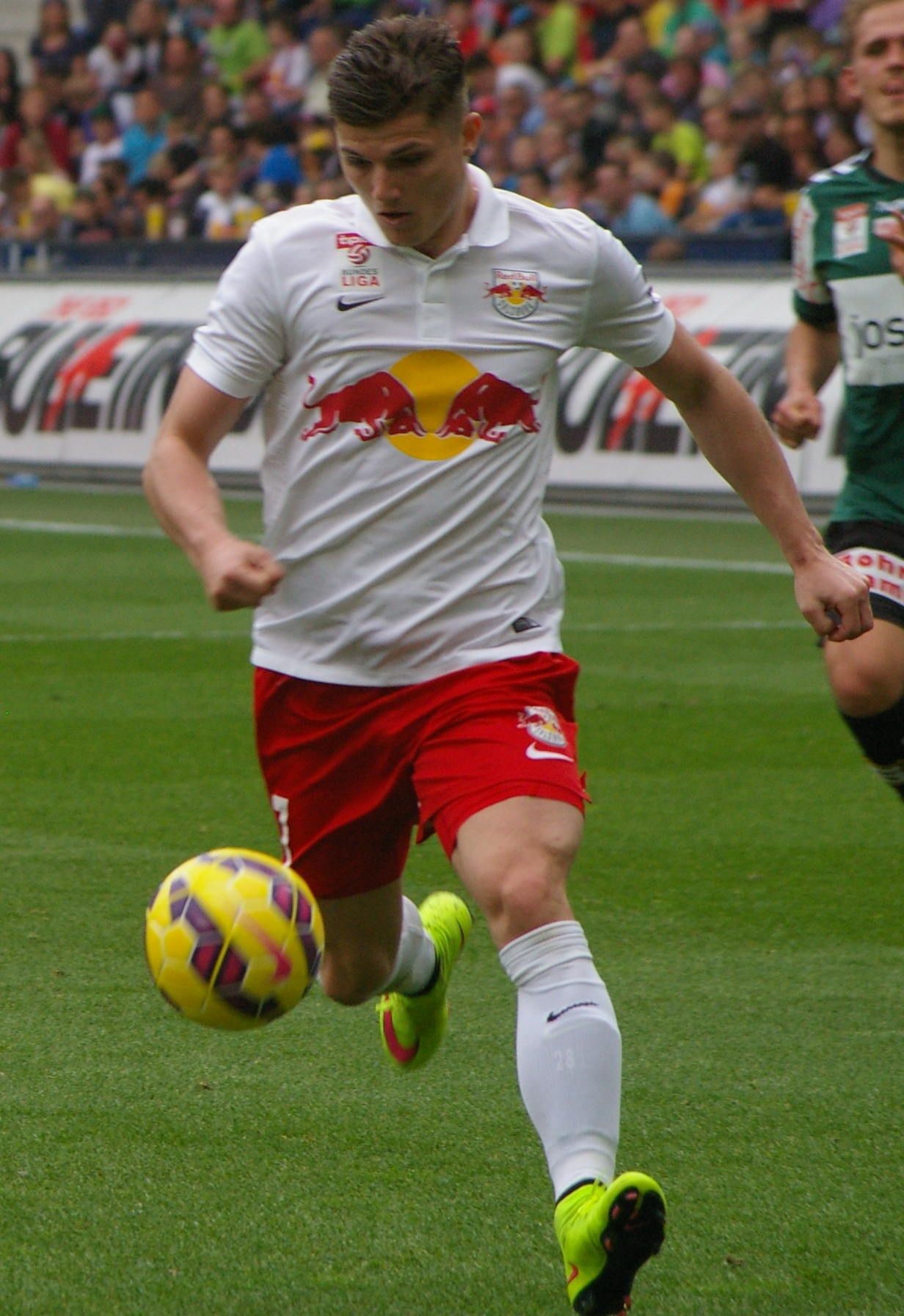
Sabitzer in azione al Salisburgo

Dopo gli inizi con Grazer AK e Austria Vienna, passa all'Admira Wacker M. (dopo essere stati rifiutato da alcuni club tedeschi a seguito di provini), con cui, dopo aver vinto il campionato di seconda serie nella stagione precedente, esordisce in Bundesliga nel 2011.
Nel 2013 si trasferisce al Rapid Vienna, dove resta per una stagione e mezza.
Nel 2014 viene acquistato dal RB Lipsia, che nella stagione 2014-2015 lo cede in prestito al Salisburgo. Con i biancorossi è autore di 27 gol e 22 assist stagionali tra campionato e coppe, contribuendo di fatto al double del club vincitore di campionato e coppa nazionale, dimostrandosi leader sia in campo che fuori.

#### RB Lipsia
Nel 2015 torna al RB Lipsia, nonostante lui inizialmente non gradisse la destinazione, diventandone un pilastro e arrivando a indossare la fascia di capitano del club. Alla prima stagione lui ha condotto il club alla promozione contribuendo con 8 reti e 5 assist, risultando essere il secondo miglior realizzatore e il miglior assist-man della squadra.
Nel 2019-2020 si è reso protagonista in Champions League realizzando una doppietta il 10 marzo 2020 in occasione del 3-0 al ritorno degli ottavi contro il Tottenham, e qualificando per i tedeschi ai quarti di finale per la prima volta nella loro storia. Ai quarti è di nuovo protagonista in positivo nel successo per 2-1 contro l'Atlético Madrid, fornendo l'assist per il primo gol della sua squadra e avviando l'azione della seconda rete dei suoi. Tuttavia il cammino dei tedeschi s'interrompe in semifinale contro il Paris Saint-Germain. Queste sue prestazioni gli valgono comunque l'inserimento nel miglior 11 della Champions.

#### Bayern Monaco e prestito al Manchester Utd
Il 30 agosto 2021 viene acquistato dal Bayern Monaco a titolo definitivo. Dopo una stagione e mezza, il 31 gennaio 2023 passa in prestito al Manchester Utd.

#### Borussia Dortmund
Il 24 luglio 2023 firma un contratto con il Borussia Dortmund fino al 2027, mentre il 12 agosto 2023 segna un gol all'esordio con la maglia della squadra tedesca. Il 17 aprile 2024 segna il gol decisivo per la qualificazione in semifinale di Champions League dopo 11 anni del Borussia contro l'Atletico Madrid, gara terminata 4-2 per i teutonici.

### Nazionale

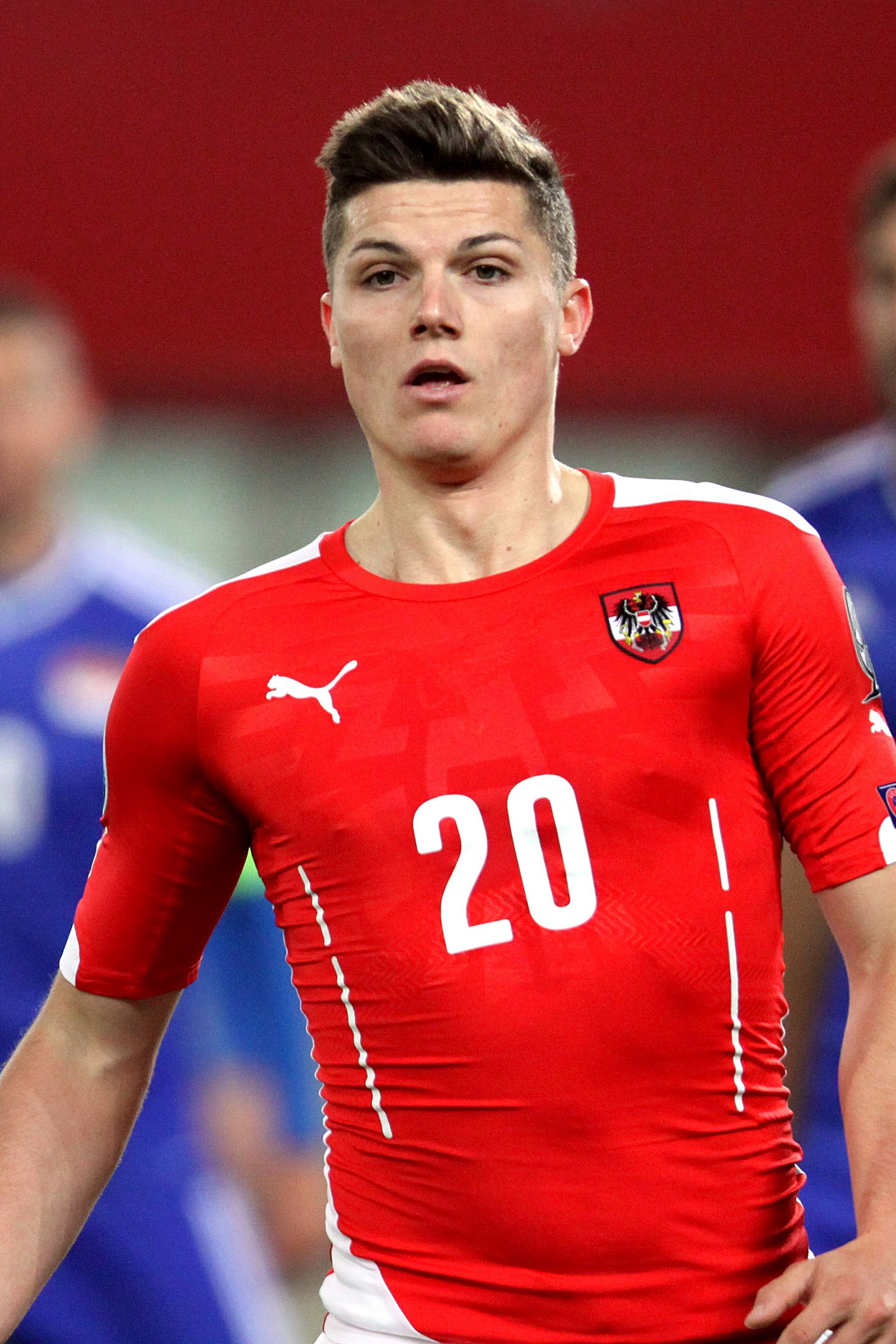
Sabitzer con la nazionale austriaca nel 2015.

Dopo avere giocato per le selezioni giovanili austriache, nel 2012, a soli 18 anni, riceve la sua prima convocazione in nazionale maggiore. Il 5 giugno dello stesso anno esordisce con la selezione austriaca entrando al 65º al posto di Guido Burgstaller nella partita amichevole pareggiata 0-0 contro la Romania; egli conta inoltre numerose presenze con tutte le rappresentative giovanili austriache.
Il 30 maggio 2014 realizza la sua prima rete in nazionale maggiore nell'amichevole pareggiata 1-1 contro l'Islanda. Viene convocato per gli Europei 2016 in Francia, giocando tutte e tre le partire dell'Austria alla manifestazione, senza mai trovare la via del goal.
Dopo avere mancato la convocazione ai Mondiali 2018, contribuisce alla qualificazione degli austriaci a Euro 2020, torneo per cui viene convocato, e in cui scende in campo nelle quattro gare giocate dagli austriaci, fornendo anche a Stefan Lainer l'assist per il gol del provvisorio 1-0 nel successo per 3-1 contro la Macedonia del Nord ai gironi. Nonostante il buon rendimento da lui offerto nel corso del torneo, gli austriaci vengono eliminati agli ottavi dall'Italia dopo i tempi supplementari.

## Statistiche

### Presenze e reti nei club
Statistiche aggiornate al 13 aprile 2025.
| Stagione                 | Squadra                  | Campionato               | Campionato | Campionato | Coppe nazionali | Coppe nazionali | Coppe nazionali | Coppe continentali | Coppe continentali | Coppe continentali | Altre coppe | Altre coppe | Altre coppe | Totale | Totale |
| Stagione                 | Squadra                  | Comp                     | Pres       | Reti       | Comp            | Pres            | Reti            | Comp               | Pres               | Reti               | Comp        | Pres        | Reti        | Pres   | Reti   |
| ------------------------ | ------------------------ | ------------------------ | ---------- | ---------- | --------------- | --------------- | --------------- | ------------------ | ------------------ | ------------------ | ----------- | ----------- | ----------- | ------ | ------ |
| 2010-2011                | Admira Wacker M.         | EL                       | 8          | 2          | CA              | 1               | 0               | -                  | -                  | -                  | -           | -           | -           | 9      | 2      |
| 2011-2012                | Admira Wacker M.         | BL                       | 20         | 5          | CA              | 2               | 0               | -                  | -                  | -                  | -           | -           | -           | 22     | 5      |
| 2012-gen. 2013           | Admira Wacker M.         | BL                       | 17         | 3          | CA              | 2               | 0               | UEL                | 4                  | 0                  | -           | -           | -           | 23     | 3      |
| Totale Admira Wacker M.  | Totale Admira Wacker M.  | Totale Admira Wacker M.  | 45         | 10         |                 | 5               | 0               |                    | 4                  | 0                  |             | -           | -           | 54     | 10     |
| gen.-giu. 2013           | Rapid Vienna             | BL                       | 16         | 3          | CA              | 1               | 0               | -                  | -                  | -                  | -           | -           | -           | 17     | 3      |
| 2013-2014                | Rapid Vienna             | BL                       | 29         | 7          | CA              | 1               | 0               | UEL                | 10                 | 2                  | -           | -           | -           | 40     | 9      |
| Totale Rapid Vienna      | Totale Rapid Vienna      | Totale Rapid Vienna      | 45         | 10         |                 | 2               | 0               |                    | 10                 | 2                  |             | -           | -           | 57     | 12     |
| 2014-2015                | Salisburgo               | BL                       | 33         | 19         | CA              | 6               | 7               | UCL+UEL            | 4+8                | 0+1                | -           | -           | -           | 51     | 27     |
| 2015-2016                | RB Lipsia                | 2.BL                     | 32         | 8          | CG              | 2               | 0               | -                  | -                  | -                  | -           | -           | -           | 34     | 8      |
| 2016-2017                | RB Lipsia                | BL                       | 32         | 8          | CG              | 1               | 1               | -                  | -                  | -                  | -           | -           | -           | 33     | 9      |
| 2017-2018                | RB Lipsia                | BL                       | 22         | 3          | CG              | 2               | 2               | UCL+UEL            | 5+5                | 0+0                | -           | -           | -           | 34     | 5      |
| 2018-2019                | RB Lipsia                | BL                       | 30         | 4          | CG              | 5               | 0               | UEL                | 8                  | 1                  | -           | -           | -           | 43     | 5      |
| 2019-2020                | RB Lipsia                | BL                       | 32         | 9          | CG              | 3               | 3               | UCL                | 9                  | 4                  | -           | -           | -           | 44     | 16     |
| 2020-2021                | RB Lipsia                | BL                       | 29         | 8          | CG              | 5               | 1               | UCL                | 7                  | 0                  | -           | -           | -           | 41     | 9      |
| Totale RB Lipsia         | Totale RB Lipsia         | Totale RB Lipsia         | 177        | 40         |                 | 18              | 7               |                    | 34                 | 5                  |             | -           | -           | 229    | 52     |
| 2021-2022                | Bayern Monaco            | BL                       | 25         | 1          | CG              | 0               | 0               | UCL                | 5                  | 0                  | SG          | -           | -           | 30     | 1      |
| 2022-gen. 2023           | Bayern Monaco            | BL                       | 15         | 1          | CG              | 2               | 0               | UCL                | 6                  | 0                  | SG          | 1           | 0           | 24     | 1      |
| Totale Bayern Monaco     | Totale Bayern Monaco     | Totale Bayern Monaco     | 40         | 2          |                 | 2               | 0               |                    | 14                 | 0                  |             | 1           | 0           | 54     | 2      |
| gen.-giu. 2023           | Manchester Utd           | PL                       | 11         | 0          | FACup+CdL       | 3+1             | 1+0             | UEL                | 3                  | 2                  | -           | -           | -           | 18     | 3      |
| 2023-2024                | Borussia Dortmund        | BL                       | 25         | 4          | CG              | 3               | 1               | UCL                | 11                 | 1                  | -           | -           | -           | 39     | 6      |
| 2024-2025                | Borussia Dortmund        | BL                       | 24         | 1          | CG              | 2               | 0               | UCL                | 11                 | 0                  | -           | -           | -           | 37     | 1      |
| Totale Borussia Dortmund | Totale Borussia Dortmund | Totale Borussia Dortmund | 49         | 5          |                 | 5               | 1               |                    | 22                 | 1                  |             | -           | -           | 76     | 7      |
| Totale carriera          | Totale carriera          | Totale carriera          | 396        | 88         |                 | 42              | 15              |                    | 96                 | 9                  |             | 1           | 2           | 569    | 113    |

### Cronologia presenze e reti in nazionale
| Cronologia completa delle presenze e delle reti in nazionale ― Austria | Cronologia completa delle presenze e delle reti in nazionale ― Austria | Cronologia completa delle presenze e delle reti in nazionale ― Austria | Cronologia completa delle presenze e delle reti in nazionale ― Austria | Cronologia completa delle presenze e delle reti in nazionale ― Austria | Cronologia completa delle presenze e delle reti in nazionale ― Austria | Cronologia completa delle presenze e delle reti in nazionale ― Austria | Cronologia completa delle presenze e delle reti in nazionale ― Austria |
| Data                                                                   | Città                                                                  | In casa                                                                | Risultato                                                              | Ospiti                                                                 | Competizione                                                           | Reti                                                                   | Note                                                                   |
| ---------------------------------------------------------------------- | ---------------------------------------------------------------------- | ---------------------------------------------------------------------- | ---------------------------------------------------------------------- | ---------------------------------------------------------------------- | ---------------------------------------------------------------------- | ---------------------------------------------------------------------- | ---------------------------------------------------------------------- |
| 5-6-2012                                                               | Innsbruck                                                              | Austria                                                                | 0 – 0                                                                  | Romania                                                                | Amichevole                                                             | -                                                                      | 65’                                                                    |
| 6-9-2013                                                               | Monaco di Baviera                                                      | Germania                                                               | 3 – 0                                                                  | Austria                                                                | Qual. Mondiali 2014                                                    | -                                                                      | 68’                                                                    |
| 15-10-2013                                                             | Tórshavn                                                               | Fær Øer                                                                | 0 – 3                                                                  | Austria                                                                | Qual. Mondiali 2014                                                    | -                                                                      | 71’                                                                    |
| 5-3-2014                                                               | Klagenfurt am Wörthersee                                               | Austria                                                                | 1 – 1                                                                  | Uruguay                                                                | Amichevole                                                             | -                                                                      | 81’                                                                    |
| 30-5-2014                                                              | Innsbruck                                                              | Austria                                                                | 1 – 1                                                                  | Islanda                                                                | Amichevole                                                             | 1                                                                      | 88’                                                                    |
| 3-6-2014                                                               | Olomouc                                                                | Rep. Ceca                                                              | 1 – 2                                                                  | Austria                                                                | Amichevole                                                             | 1                                                                      | 85’                                                                    |
| 9-10-2014                                                              | Chișinău                                                               | Moldavia                                                               | 1 – 2                                                                  | Austria                                                                | Qual. Euro 2016                                                        | -                                                                      |                                                                        |
| 15-11-2014                                                             | Vienna                                                                 | Austria                                                                | 1 – 0                                                                  | Russia                                                                 | Qual. Euro 2016                                                        | -                                                                      | 90+2’                                                                  |
| 18-11-2014                                                             | Vienna                                                                 | Austria                                                                | 1 – 2                                                                  | Brasile                                                                | Amichevole                                                             | -                                                                      | 54’                                                                    |
| 27-3-2015                                                              | Vaduz                                                                  | Liechtenstein                                                          | 0 – 5                                                                  | Austria                                                                | Qual. Euro 2016                                                        | -                                                                      | 73’                                                                    |
| 31-3-2015                                                              | Vienna                                                                 | Austria                                                                | 1 – 1                                                                  | Bosnia ed Erzegovina                                                   | Amichevole                                                             | -                                                                      | 89’                                                                    |
| 14-6-2015                                                              | Mosca                                                                  | Russia                                                                 | 0 – 1                                                                  | Austria                                                                | Qual. Euro 2016                                                        | -                                                                      | 65’                                                                    |
| 8-9-2015                                                               | Solna                                                                  | Svezia                                                                 | 1 – 4                                                                  | Austria                                                                | Qual. Euro 2016                                                        | -                                                                      | 80’                                                                    |
| 9-10-2015                                                              | Podgorica                                                              | Montenegro                                                             | 2 – 3                                                                  | Austria                                                                | Qual. Euro 2016                                                        | 1                                                                      | 83’                                                                    |
| 12-10-2015                                                             | Vienna                                                                 | Austria                                                                | 3 – 0                                                                  | Liechtenstein                                                          | Qual. Euro 2016                                                        | -                                                                      | 56’                                                                    |
| 17-11-2015                                                             | Vienna                                                                 | Austria                                                                | 1 – 2                                                                  | Svizzera                                                               | Amichevole                                                             | -                                                                      | 46’                                                                    |
| 31-5-2016                                                              | Klagenfurt am Wörthersee                                               | Austria                                                                | 2 – 1                                                                  | Malta                                                                  | Amichevole                                                             | -                                                                      | 46’                                                                    |
| 4-6-2016                                                               | Vienna                                                                 | Austria                                                                | 0 – 2                                                                  | Paesi Bassi                                                            | Amichevole                                                             | -                                                                      | 82’                                                                    |
| 14-6-2016                                                              | Bordeaux                                                               | Austria                                                                | 0 – 2                                                                  | Ungheria                                                               | Euro 2016 - 1º turno                                                   | -                                                                      | 80’                                                                    |
| 18-6-2016                                                              | Parigi                                                                 | Portogallo                                                             | 0 – 0                                                                  | Austria                                                                | Euro 2016 - 1º turno                                                   | -                                                                      | 85’                                                                    |
| 22-6-2016                                                              | Saint-Denis                                                            | Islanda                                                                | 2 – 1                                                                  | Austria                                                                | Euro 2016 - 1º turno                                                   | -                                                                      | 57’                                                                    |
| 5-9-2016                                                               | Tbilisi                                                                | Georgia                                                                | 1 – 2                                                                  | Austria                                                                | Qual. Mondiali 2018                                                    | -                                                                      | 72’                                                                    |
| 6-10-2016                                                              | Vienna                                                                 | Austria                                                                | 2 – 2                                                                  | Galles                                                                 | Qual. Mondiali 2018                                                    | -                                                                      |                                                                        |
| 9-10-2016                                                              | Belgrado                                                               | Serbia                                                                 | 3 – 2                                                                  | Austria                                                                | Qual. Mondiali 2018                                                    | 1                                                                      |                                                                        |
| 12-11-2016                                                             | Vienna                                                                 | Austria                                                                | 0 – 1                                                                  | Irlanda                                                                | Qual. Mondiali 2018                                                    | -                                                                      | 87’                                                                    |
| 24-3-2017                                                              | Vienna                                                                 | Austria                                                                | 2 – 0                                                                  | Moldavia                                                               | Qual. Mondiali 2018                                                    | -                                                                      |                                                                        |
| 28-3-2017                                                              | Innsbruck                                                              | Austria                                                                | 1 – 1                                                                  | Finlandia                                                              | Amichevole                                                             | -                                                                      | 46’                                                                    |
| 2-9-2017                                                               | Cardiff                                                                | Galles                                                                 | 1 – 0                                                                  | Austria                                                                | Qual. Mondiali 2018                                                    | -                                                                      | 79’                                                                    |
| 14-11-2017                                                             | Vienna                                                                 | Austria                                                                | 2 – 1                                                                  | Uruguay                                                                | Amichevole                                                             | 1                                                                      | 90’                                                                    |
| 6-9-2018                                                               | Vienna                                                                 | Austria                                                                | 2 – 0                                                                  | Svezia                                                                 | Amichevole                                                             | -                                                                      | 65’                                                                    |
| 11-9-2018                                                              | Zenica                                                                 | Bosnia ed Erzegovina                                                   | 1 – 0                                                                  | Austria                                                                | UEFA Nations League 2018-2019 - 1º turno                               | -                                                                      | 72’                                                                    |
| 12-10-2018                                                             | Vienna                                                                 | Austria                                                                | 1 – 0                                                                  | Irlanda del Nord                                                       | UEFA Nations League 2018-2019 - 1º turno                               | -                                                                      | 75’                                                                    |
| 16-10-2018                                                             | Herning                                                                | Danimarca                                                              | 2 – 0                                                                  | Austria                                                                | Amichevole                                                             | -                                                                      | 46’                                                                    |
| 21-3-2019                                                              | Vienna                                                                 | Austria                                                                | 0 – 1                                                                  | Polonia                                                                | Qual. Euro 2020                                                        | -                                                                      |                                                                        |
| 24-3-2019                                                              | Haifa                                                                  | Israele                                                                | 4 – 2                                                                  | Austria                                                                | Qual. Euro 2020                                                        | -                                                                      |                                                                        |
| 7-6-2019                                                               | Vienna                                                                 | Austria                                                                | 1 – 0                                                                  | Slovenia                                                               | Qual. Euro 2020                                                        | -                                                                      | 71’                                                                    |
| 10-6-2019                                                              | Skopje                                                                 | Macedonia del Nord                                                     | 1 – 4                                                                  | Austria                                                                | Qual. Euro 2020                                                        | -                                                                      | 90+2’                                                                  |
| 6-9-2019                                                               | Salisburgo                                                             | Austria                                                                | 6 – 0                                                                  | Lettonia                                                               | Qual. Euro 2020                                                        | 1                                                                      |                                                                        |
| 9-9-2019                                                               | Varsavia                                                               | Polonia                                                                | 0 – 0                                                                  | Austria                                                                | Qual. Euro 2020                                                        | -                                                                      |                                                                        |
| 10-10-2019                                                             | Vienna                                                                 | Austria                                                                | 3 – 1                                                                  | Israele                                                                | Qual. Euro 2020                                                        | 1                                                                      | 82’                                                                    |
| 13-10-2019                                                             | Lubiana                                                                | Slovenia                                                               | 0 – 1                                                                  | Austria                                                                | Qual. Euro 2020                                                        | -                                                                      | 90’                                                                    |
| 16-11-2019                                                             | Vienna                                                                 | Austria                                                                | 2 – 1                                                                  | Macedonia del Nord                                                     | Qual. Euro 2020                                                        | -                                                                      |                                                                        |
| 4-9-2020                                                               | Oslo                                                                   | Norvegia                                                               | 1 – 2                                                                  | Austria                                                                | UEFA Nations League 2020-2021 - 1º turno                               | 1                                                                      |                                                                        |
| 7-9-2020                                                               | Vienna                                                                 | Austria                                                                | 2 – 3                                                                  | Romania                                                                | UEFA Nations League 2020-2021 - 1º turno                               | -                                                                      |                                                                        |
| 15-11-2020                                                             | Vienna                                                                 | Austria                                                                | 2 – 1                                                                  | Irlanda del Nord                                                       | UEFA Nations League 2020-2021 - 1º turno                               | -                                                                      | 45’                                                                    |
| 18-11-2020                                                             | Vienna                                                                 | Austria                                                                | 1 – 1                                                                  | Norvegia                                                               | UEFA Nations League 2020-2021 - 1º turno                               | -                                                                      |                                                                        |
| 28-3-2021                                                              | Vienna                                                                 | Austria                                                                | 3 – 1                                                                  | Fær Øer                                                                | Qual. Mondiali 2022                                                    | -                                                                      |                                                                        |
| 31-3-2021                                                              | Vienna                                                                 | Austria                                                                | 0 – 4                                                                  | Danimarca                                                              | Qual. Mondiali 2022                                                    | -                                                                      |                                                                        |
| 2-6-2021                                                               | Middlesbrough                                                          | Inghilterra                                                            | 1 – 0                                                                  | Austria                                                                | Amichevole                                                             | -                                                                      |                                                                        |
| 6-6-2021                                                               | Vienna                                                                 | Austria                                                                | 0 – 0                                                                  | Slovacchia                                                             | Amichevole                                                             | -                                                                      | 63’                                                                    |
| 13-6-2021                                                              | Bucarest                                                               | Austria                                                                | 3 – 1                                                                  | Macedonia del Nord                                                     | Euro 2020 - 1º turno                                                   | -                                                                      |                                                                        |
| 17-6-2021                                                              | Amsterdam                                                              | Paesi Bassi                                                            | 2 – 0                                                                  | Austria                                                                | Euro 2020 - 1º turno                                                   | -                                                                      |                                                                        |
| 21-6-2021                                                              | Bucarest                                                               | Ucraina                                                                | 0 – 1                                                                  | Austria                                                                | Euro 2020 - 1º turno                                                   | -                                                                      |                                                                        |
| 26-6-2021                                                              | Londra                                                                 | Italia                                                                 | 2 – 1 dts                                                              | Austria                                                                | Euro 2020 - Ottavi di finale                                           | -                                                                      |                                                                        |
| 9-10-2021                                                              | Tórshavn                                                               | Fær Øer                                                                | 0 – 2                                                                  | Austria                                                                | Qual. Mondiali 2022                                                    | 1                                                                      |                                                                        |
| 12-10-2021                                                             | Copenaghen                                                             | Danimarca                                                              | 1 – 0                                                                  | Austria                                                                | Qual. Mondiali 2022                                                    | -                                                                      | 90+1’                                                                  |
| 12-11-2021                                                             | Klagenfurt am Wörthersee                                               | Austria                                                                | 4 – 2                                                                  | Israele                                                                | Qual. Mondiali 2022                                                    | 1                                                                      |                                                                        |
| 15-11-2021                                                             | Klagenfurt am Wörthersee                                               | Austria                                                                | 4 – 1                                                                  | Moldavia                                                               | Qual. Mondiali 2022                                                    | -                                                                      |                                                                        |
| 24-3-2022                                                              | Cardiff                                                                | Galles                                                                 | 2 – 1                                                                  | Austria                                                                | Qual. Mondiali 2022                                                    | 1                                                                      |                                                                        |
| 29-3-2022                                                              | Vienna                                                                 | Austria                                                                | 2 – 2                                                                  | Scozia                                                                 | Amichevole                                                             | -                                                                      |                                                                        |
| 3-6-2022                                                               | Osijek                                                                 | Croazia                                                                | 0 – 3                                                                  | Austria                                                                | UEFA Nations League 2022-2023 - 1º turno                               | 1                                                                      |                                                                        |
| 6-6-2022                                                               | Vienna                                                                 | Austria                                                                | 1 – 2                                                                  | Danimarca                                                              | UEFA Nations League 2022-2023 - 1º turno                               | -                                                                      | 46’                                                                    |
| 10-6-2022                                                              | Vienna                                                                 | Austria                                                                | 1 – 1                                                                  | Francia                                                                | UEFA Nations League 2022-2023 - 1º turno                               | -                                                                      |                                                                        |
| 13-6-2022                                                              | Copenaghen                                                             | Danimarca                                                              | 2 – 0                                                                  | Austria                                                                | UEFA Nations League 2022-2023 - 1º turno                               | -                                                                      | cap.                                                                   |
| 22-9-2022                                                              | Saint-Denis                                                            | Francia                                                                | 2 – 0                                                                  | Austria                                                                | UEFA Nations League 2022-2023 - 1º turno                               | -                                                                      | 69’                                                                    |
| 25-9-2022                                                              | Vienna                                                                 | Austria                                                                | 1 – 3                                                                  | Croazia                                                                | UEFA Nations League 2022-2023 - 1º turno                               | -                                                                      | 53’                                                                    |
| 16-11-2022                                                             | Malaga                                                                 | Andorra                                                                | 0 – 1                                                                  | Austria                                                                | Amichevole                                                             | -                                                                      | cap.                                                                   |
| 20-11-2022                                                             | Vienna                                                                 | Austria                                                                | 2 – 0                                                                  | Italia                                                                 | Amichevole                                                             | -                                                                      |                                                                        |
| 24-3-2023                                                              | Linz                                                                   | Austria                                                                | 4 – 1                                                                  | Azerbaigian                                                            | Qual. Euro 2024                                                        | 2                                                                      | cap. 74’                                                               |
| 17-6-2023                                                              | Bruxelles                                                              | Belgio                                                                 | 1 – 1                                                                  | Austria                                                                | Qual. Euro 2024                                                        | -                                                                      | 60’                                                                    |
| 20-6-2023                                                              | Vienna                                                                 | Austria                                                                | 2 – 0                                                                  | Svezia                                                                 | Qual. Euro 2024                                                        | -                                                                      | 59’                                                                    |
| 7-9-2023                                                               | Linz                                                                   | Austria                                                                | 1 – 1                                                                  | Moldavia                                                               | Amichevole                                                             | -                                                                      | 62’ 90+5’                                                              |
| 12-9-2023                                                              | Solna                                                                  | Svezia                                                                 | 1 – 3                                                                  | Austria                                                                | Qual. Euro 2024                                                        | -                                                                      |                                                                        |
| 13-10-2023                                                             | Vienna                                                                 | Austria                                                                | 2 – 3                                                                  | Belgio                                                                 | Qual. Euro 2024                                                        | 1                                                                      | 79’                                                                    |
| 16-10-2023                                                             | Baku                                                                   | Azerbaigian                                                            | 0 – 1                                                                  | Austria                                                                | Qual. Euro 2024                                                        | 1                                                                      | 46’ 90+3’                                                              |
| 16-11-2023                                                             | Tallinn                                                                | Estonia                                                                | 0 – 2                                                                  | Austria                                                                | Qual. Euro 2024                                                        | -                                                                      | 89’                                                                    |
| 21-11-2023                                                             | Vienna                                                                 | Austria                                                                | 2 – 0                                                                  | Germania                                                               | Amichevole                                                             | 1                                                                      | 89’                                                                    |
| 23-3-2024                                                              | Bratislava                                                             | Slovacchia                                                             | 0 – 2                                                                  | Austria                                                                | Amichevole                                                             | -                                                                      | cap.                                                                   |
| 17-6-2024                                                              | Düsseldorf                                                             | Austria                                                                | 0 – 1                                                                  | Francia                                                                | Euro 2024 - 1º turno                                                   | -                                                                      | cap.                                                                   |
| 21-6-2024                                                              | Berlino                                                                | Polonia                                                                | 1 – 3                                                                  | Austria                                                                | Euro 2024 - 1º turno                                                   | -                                                                      |                                                                        |
| 25-6-2024                                                              | Berlino                                                                | Paesi Bassi                                                            | 2 – 3                                                                  | Austria                                                                | Euro 2024 - 1º turno                                                   | 1                                                                      |                                                                        |
| 2-7-2024                                                               | Lipsia                                                                 | Austria                                                                | 1 – 2                                                                  | Turchia                                                                | Euro 2024 - Ottavi di finale                                           | -                                                                      |                                                                        |
| 6-9-2024                                                               | Lubiana                                                                | Slovenia                                                               | 1 – 1                                                                  | Austria                                                                | UEFA Nations League 2024-2025 - 1º turno                               | -                                                                      | 35’                                                                    |
| 9-9-2024                                                               | Oslo                                                                   | Norvegia                                                               | 2 – 1                                                                  | Austria                                                                | UEFA Nations League 2024-2025 - 1º turno                               | 1                                                                      | cap.                                                                   |
| 10-10-2024                                                             | Linz                                                                   | Austria                                                                | 4 – 0                                                                  | Kazakistan                                                             | UEFA Nations League 2024-2025 - 1º turno                               | 1                                                                      | cap.                                                                   |
| 13-10-2024                                                             | Linz                                                                   | Austria                                                                | 5 – 1                                                                  | Norvegia                                                               | UEFA Nations League 2024-2025 - 1º turno                               | -                                                                      |                                                                        |
| 17-11-2024                                                             | Vienna                                                                 | Austria                                                                | 1 – 1                                                                  | Slovenia                                                               | UEFA Nations League 2024-2025 - 1º turno                               | -                                                                      |                                                                        |
| 7-6-2025                                                               | Vienna                                                                 | Austria                                                                | 2 – 1                                                                  | Romania                                                                | Qual. Mondiali 2026                                                    | 1                                                                      | cap.                                                                   |
| 10-6-2025                                                              | Serravalle                                                             | San Marino                                                             | 0 – 4                                                                  | Austria                                                                | Qual. Mondiali 2026                                                    | -                                                                      |                                                                        |
| Totale                                                                 |                                                                        | Presenze (7º posto)                                                    | 89                                                                     |                                                                        | Reti                                                                   | 21                                                                     |                                                                        |

## Palmarès

### Club
- Campionato di Erste Liga: 1

Admira Wacker Mödling: 2010-2011
- Campionato austriaco: 1

Salisburgo: 2014-2015
- Coppa d'Austria: 1

Salisburgo: 2014-2015
- Campionato tedesco: 2

Bayern Monaco: 2021-2022, 2022-2023
- Supercoppa di Germania: 1

Bayern Monaco: 2022
- Coppa di Lega inglese: 1

Manchester United: 2022-2023

### Individuale
- Capocannoniere della Coppa d'Austria: 1

2014-2015 (7 gol, a pari merito con Alan e Jonathan Soriano)
- Calciatore austriaco dell'anno: 1

2017
- Squadra della stagione della UEFA Champions League: 2

2019-2020, 2023-2024